# Reserva de la biosfera de Cape Winelands
La Reserva de la biosfera de Cape Winelands está localizada en la provincia del Cabo Occidental de Sudáfrica aproximadamente 40 este de km de Ciudad del Cabo. La Reserva extiende desde la Reserva de la Biosfera de Kogelberg en el del sur, y al norte el Cinturón de Pliegues del Cabo y los valles contiguos que constituyen el Distrito Municipal de Cape Winelands. La Reserva de  Biosfera incorpora porciones claves de las Áreas protegidas de la Región Floral del Cabo. La Reserva fue designada por la UNESCO en 2007.

## Descripción general
La Reserva de Biosfera está compuesta de diversos ecosistemas y fisiografías, acepta los diferentes usos y asentamientos comunes a la región de Cape Winelands . El área incluye una variedad de ciudades históricas, villas y granjas, en las que habitan aproximadamente 320 000 personas. Incorpora al Municipio local de Stellenbosch, parte del Municipio local de Drakenstein, parte del Municipio local de Breede Valley, parte del Municipio de Witzenberg y parte del Municipio de Theewaterskloof.

### Actividades económicas
La agricultura, manufactura y la viticultura, que representa aproximadamente el 68 % de la producción total de vino en Sudáfrica.

### Ecología
Las principales ecorregiones incluyen Fynbos y renosterveld de montaña y Karoo Nama, 
Las especies de aves típicas de las montañas del Cabo incluyen el ave martillo (Scopus umbretta) y el búho real (Bubo capensis). Las especies de tamaño mediano que se encuentran en el área incluyen el leopardo (Panthera pardus), el caracal (Caracal caracal) y el Saltarrocas (Oreotragus oreotragus). Los animales pequeños incluyen al babuino (Papio ursinus), el tejón (Mellivora capensis) y la zorrilla común (Ictonyx striatus).
La tortuga geométrica en peligro de extinción (Psammobates geometricus) es endémica del renosterveld de la zona.
Los puntos clave en los que se enfoca la administración de la Reserva de Biosfera incluyen:
- Coordinación de actividades de conservación con enfoque de protección de Áreas protegidas de la Región Floral del Cabo y sus ecosistemas asociados.
- Provisión de un flujo de agua sostenido y de alta calidad a regiones contiguas y la Ciudad del Cabo.
- Promoción de desarrollo sostenible para aliviar pobreza y desigualdad.

## Información geográfica
Ubicación: 33° 18' 0.19” a 34° 9' 2.12” Sur; 18° 42' 29.93” a 19° 29' 5.99”  Este.
Área: 322,030 ha
Área del núcleo(s): 99,459 ha
Buffer zona(s): 133,844 ha
Área(s) de Transición. (Cuando dadas): 88,727 ha
Altitud (Sobre el nivel del mar): 20 m a 1860 m.

## Autoridades administrativas
La autoridad administrativa es el Distrito Municipal de Cape Winelands , en asociación con: 
- Municipio local de Stellenbosch
- Municipio local de Drakenstein
- Municipio local de Breede Valley
- Municipio de Witzenberg
- Municipio de Theewaterskloof

## Investigación y monitoreo
- Tierra-Programa de Cuidado - Departamento de Agricultura.
- Stewardship Programa - CapeNature.
- Biodiversidad e Iniciativa de Vino apoyados por, entre otros, el IUCN, CABO (Acción de Cabo para Personas y el Entorno), Fondo de Sociedad de Ecosistemas Crítico, WWF-SA, Sociedad Botánica de Sudáfrica, la conservación Internacional, y el Instituto de Biodiversidad sudafricano.
- Desarrollo de una base de datos de germinación de la semilla para Cabo Fynbos especie con hortícola potencial - Instituto de Biodiversidad Nacional sudafricano.
- Trabajando para Abreva & Trabajar encima Iniciativas de Fuego - Departamento de Asuntos de Agua.
- Raptor Programa de búsqueda - Instituto de Fitzpatrick del Percy de Ornitología africana, Universidad de Ciudad del Cabo
- Promoción de biodiversidad, conservación y desarrollo sostenible en el Cabo Floristic Región - Plan de Acción del Cabo para el Entorno (C.Un.P.E.), Fondo Mundial para el medio ambiente (GEF) y Fondo Ancho Mundial para Naturaleza (WWF).
- Estudios encima todos los  aspectos de biología de invasión en el Cabo Occidental y Sudáfrica @– ecología de fuego, administración de biodiversidad, ecología comunitaria, etc. - Centro de Excelencia para Biología de Invasión, Universidad de Stellenbosch
- Los proyectos numerosos emprendidos por CSIR (Consejo de Búsqueda Científica e Industrial).
- Los proyectos numerosos emprendidos por Instituto de Sostenibilidad de Universitario de Stellenbosch.